# Косенко Іван Євменович
Іван Євменович Косенко (? — ?) — український радянський діяч, новатор виробництва, шахтар, бригадир наскрізної видобувної бригади шахтоуправління «Ремівське-Східне» № 4 тресту «Сніжнянантрацит» Донецької області. Депутат Верховної Ради УРСР 6-го скликання.

## Біографія
На 1963 рік — бригадир наскрізної видобувної (комплексної) бригади шахтоуправління «Ремівське-Східне» № 4 тресту «Сніжнянантрацит» Донецької області.

## Нагороди
- ордени
- медалі